# Liste der Kreisstraßen im Landkreis Weißenburg-Gunzenhausen
Die Liste der Kreisstraßen Weißenburg-Gunzenhausen ist eine Auflistung der Kreisstraßen im bayerischen Landkreis Weißenburg-Gunzenhausen mit deren Verlauf. 

## Abkürzungen
- AN: Kreisstraße im Landkreis Ansbach
- DON: Kreisstraße im Landkreis Donau-Ries
- EI: Kreisstraße im Landkreis Eichstätt
- RH: Kreisstraße im Landkreis Roth
- St: Staatsstraße in Bayern
- WUG: Kreisstraße im Landkreis Weißenburg-Gunzenhausen

## Liste
Nicht vorhandene bzw. nicht nachgewiesene Kreisstraßen werden in Kursivdruck gekennzeichnet, ebenso Straßen und Straßenabschnitte, die unabhängig vom Grund (Herabstufung zu einer Gemeindestraße oder Höherstufung) keine Kreisstraßen mehr sind.
Der Straßenverlauf wird in der Regel von Nord nach Süd und von West nach Ost angegeben.
| Nr. WUG | Verlauf |
| ------- | --- |
| WUG 1   | – Geislohe – Gräfensteinberg – WUG 21 – Geiselsberg – Absberg – Angerhof – Kleiner Brombachsee – WUG 20 – Langlau – Rehenbühl – St 2222 – Pfofeld – Dornhausen – Gundelsheim an der Altmühl – Wachenhofen – WUG 26 – Alesheim – WUG 3 – WUG 4 – Weimersheim – Hattenhof – Weißenburg in Bayern – WUG 5 – WUG 18 – / |
| WUG 2   | St 2222 in Thannhausen – Rittern – in Theilenhofen |
| WUG 3   | WUG 18 – Pleinfeld – Sankt Veit – St 2222 – WUG 35 – Walkerszell – Dorsbrunn – Stopfenheim – Alesheim – WUG 1 – Trommetsheim – WUG 4 – Lengenfeld – WUG 5 in Bubenheim |
| WUG 4   | WUG 3 in Trommetsheim – WUG 1 |
| WUG 5   | St 2218 in Windischhausen – Falbenthal – Wettelsheim – St 2230 – Zollmühle – Bubenheim – WUG 3 – Holzingen – WUG 1 in Weißenburg in Bayern |
| WUG 6   | St 2217 – Gundelsheim – Landkreisgrenze – (DON 19 im Landkreis Donau-Ries) |
| WUG 7   | – Büttelbronn – Langenaltheim – WUG 9 – St 2217 |
| WUG 8   | St 2217 – Landkreisgrenze – (EI 4 im Landkreis Eichstätt) |
| WUG 9   | WUG 11 – Pappenheim – St 2230 – Niederpappenheim – St 2237 – WUG 7 in Langenaltheim |
| WUG 10  | St 2230 – Landkreisgrenze – (EI 16 im Landkreis Eichstätt) |
| WUG 11  | – Pappenheim – WUG 9 – Göhren – WUG 12 – |
| WUG 12  | – Suffersheim – St 2216 – Potschmühle – Neudorf – Göhren – WUG 11 – St 2387 |
| WUG 13  | WUG 15 – Pfraunfeld – Indernbuch – St 2228 in Oberhochstatt |
| WUG 14  | (RH 22 im Landkreis Roth) – Landkreisgrenze – Dannhausen – WUG 15 – Thalmannsfeld – WUG 32 – Syburg – WUG 16 – Nennslingen – St 2227 – St 2228 in Raitenbuch |
| WUG 15  | St 2389 – Ettenstatt – Geyern – WUG 13 – Bergen – WUG 16 – Dannhausen – WUG 14 – Landkreisgrenze – (RH 23 im Landkreis Roth) |
| WUG 16  | /St 2224 – Kleinweingarten – Kemnathen – Walting – WUG 17 – Engelreuth – St 2389 – Reuth unter Neuhaus – Bergen – WUG 15 – Syburg – WUG 14 – Nennslingen – St 2227 – Panzermühle – Gersdorf – Bechthal – St 2228 in Reuth am Wald                                                                                   |
| WUG 17  | (RH 20 im Landkreis Roth) – Landkreisgrenze – Mannholz – Walting – WUG 16 – St 2389 in Enhofen |
| WUG 18  | (RH 16 im Landkreis Roth) – Landkreisgrenze – Stirn – WUG 19 – Pleinfeld Nord – WUG 3 – St 2224 – Pleinfeld – St 2222 – Fiegenstall – St 2389 – Höttingen – Weiboldshausen – Hagenbuch – / – WUG 1 in Weißenburg in Bayern                                                                                          |
| WUG 19  | WUG 18 in Stirn – Landkreisgrenze – (RH 19 im Landkreis Roth) |
| WUG 20  | St 2222 – Hühnermühle – WUG 1 |
| WUG 21  | WUG 1 – Kalbensteinberg – WUG 22 – Landkreisgrenze – (RH 6 im Landkreis Roth) |
| WUG 22  | in Schlungenhof – Laubenzedel – Büchelberg – Haundorf – WUG 23 – Aue – Seitersdorf – Straßenhaus – Gutzenmühle – WUG 21 in Kalbensteinberg |
| WUG 23  | (AN 15 im Landkreis Ansbach) – Landkreisgrenze – Leidingendorf – WUG 22 in Haundorf |
| WUG 24  | (AN 55 im Landkreis Ansbach) – Landkreisgrenze – Streudorf – St 2222 – Mooskorb – Wald – Steinabühl – Unterhambacher Mühle – St 2219 – Maicha – WUG 25 in Stetten |
| WUG 25  | (AN 60 im Landkreis Ansbach) – Landkreisgrenze – St 2219 – Cronheim – Stetten – WUG 24 – Weilerau – WUG 26 – Gnotzheim – Spielberg – Obelshof – St 2218 |
| WUG 26  | (AN 61 im Landkreis Ansbach) – Landkreisgrenze – WUG 25 – Gnotzheim – Sammenheim – WUG 28 – Dittenheim – WUG 27 – St 2230 – Ehlheim – Wachenhofen – WUG 1 |
| WUG 27  | – Aha – WUG 28 – WUG 26 in Dittenheim |
| WUG 28  | WUG 27 – Pflaumfeld – WUG 26 in Sammenheim |
| WUG 29  | in Ostheim – St 2384 |
| WUG 30  | in Westheim – Roßmeiersdorf – Landkreisgrenze – (DON 36 im Landkreis Donau-Ries) – Landkreisgrenze – St 2216 – Hüssingen – Landkreisgrenze – (DON 36 im Landkreis Donau-Ries) – Landkreisgrenze – Oberappenberg – Ursheim – St 2364 – WUG 33 in Döckingen                                                           |
| WUG 31  | (DON 5 im Landkreis Donau-Ries) – Landkreisgrenze – St 2214/St 2364 |
| WUG 32  | WUG 14 in Thalmannsfeld – Wengen – St 2227 – Biburg – Landkreisgrenze – (EI 47 im Landkreis Eichstätt) |
| WUG 33  | St 2216 in Schlittenhart – Döckingen – WUG 30 – Landkreisgrenze – (DON 3 im Landkreis Donau-Ries) |
| WUG 34  | St 2230 – Meinheim – Wolfsbronn – St 2218 – Degersheim – St 2216 in Auernheim |
| WUG 35  | St 2222 – WUG 3 in Walkerszell |
| WUG 36  | – Suffersheim – Schambach (Treuchtlingen) – |

## Quelle
- OpenStreetMap: Landkreis Weißenburg-Gunzenhausen – Landkreis Weißenburg-Gunzenhausen im OpenStreetMap-Wiki